# Ковальов Віктор Васильович
Ві́ктор Васи́льович Ковальо́в (29 жовтня 1822 — 11 грудня 1894) — український художник.

## Життєпис

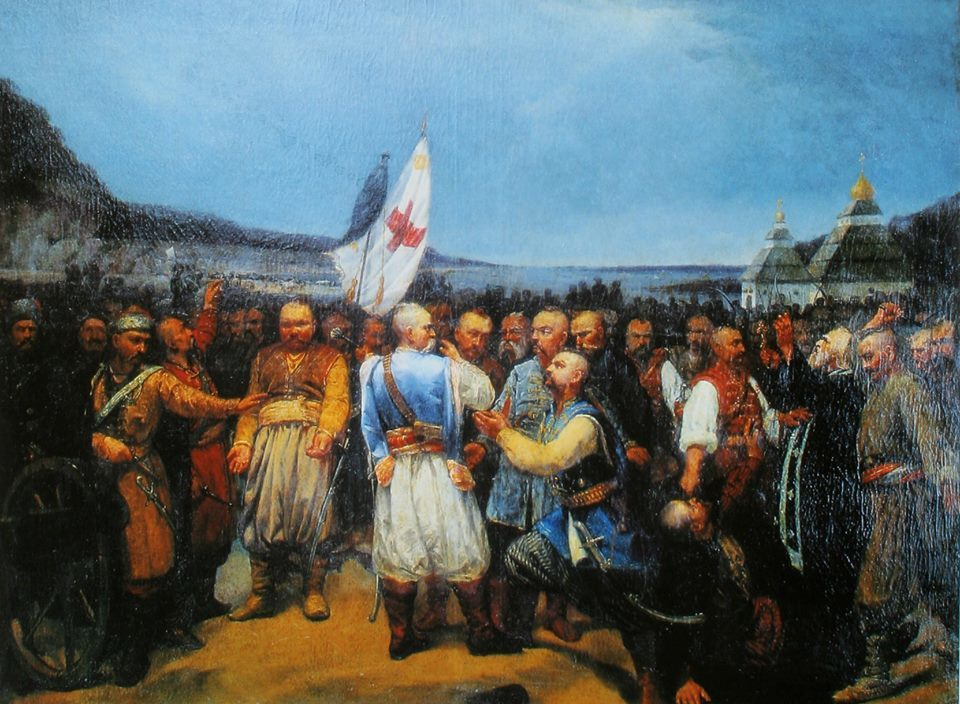
Картина Ковальова «Остання рада на Січі». Середина XIX століття. Оригінал нині в приватній колекції родини Порошенків.

1844 року служив у Санкт-Петербурзі в департаменті Міністерства юстиції. Тоді ж став відвідувати рисувальні класи Академії мистецтв у Санкт-Петербурзі як сторонній учень. Там познайомився з Тарасом Шевченком. Від 1844 року до весни 1845 року жив із Шевченком та Іваном Гудовським, Михайлом Карпом і Кузьмою Роговим у будинку Бема на Васильєвському острові (тепер 2-а лінія, 3). Допомагав Шевченкові у виданні й продажу «Живописной Украины».
1851 року одержав звання некласного художника. Був викладачем малювання в Полтаві й Одесі.
Зустрівшись із Ковальовим після повернення із заслання в Петербурзі, Шевченко подарував йому офорт «Приятелі» («Компанія»).
Віктор Ковальов — автор спогадів про Тараса Шевченка. Їх опубліковано одночасно в журналі «По морю и суше», Одеса, 1896, № 8 (25 лютого), с. 135—137 (з приміткою редакції: «Воспоминания передала нам дочь В. В. Ковалева — Лидия Викторовна Петерсон») і в газеті «Жизнь и искусство», 1896, 27 лютого, № 58.
Був у дружніх стосунках зі Степаном Руданським, листувався з ним. Намалював портрет Руданського.